# Jadakiss
Jadakiss, właściwie Jason Terrance Phillips (ur. 27 maja 1975 w Yonkers w stanie Nowy Jork) – amerykański raper pochodzenia nigeryjskiego. Członek hiphopowej grupy The Lox.

## Dyskografia
- Kiss tha Game Goodbye (2001)
- Kiss of Death (2004)
- The Last Kiss (2009)
- Top 5, Dead or Alive (2015)[1][2]

### Albumy wydane z The Lox
- Money, Power & Respect (1998)
- We Are the Streets (2000)
- New L.O.X. Order (2011)